# Pierre de Polignac
Pierre de Polignac (né le 24 octobre 1895 au château de Kerscamp à Hennebont et mort le 10 novembre 1964 à Neuilly-sur-Seine), duc de Valentinois, est un membre de la maison de Polignac et de la famille princière monégasque en tant qu'époux de Charlotte Grimaldi, princesse héréditaire de Monaco. Il est le père du prince souverain Rainier III et le grand-père paternel de son successeur, Albert II, ainsi que des princesses Caroline et Stéphanie.

## Famille
Quatrième fils et dernier enfant de Maxence Melchior Édouard Marie Louis de Polignac (né le 13 décembre 1857 au château de Kerbastic en Guidel, décédé au château de Kerscamp, à Hennebont, le 28 novembre 1936), il est issu d'une très ancienne famille noble française, la Maison de Polignac-Chalençon. Il est l'arrière-petit-fils de Melchior de Polignac, lui même troisième fils du 1er duc de Polignac et de Gabrielle de Polastron, favorite de la reine Marie-Antoinette.
Sa mère, Susana Mariana Estefanía Francisca de Paula del Corazón de Jesús de la Torre y Mier (1858-1913), d'origine mexicaine, est la sœur de José Ignacio Mariano Santiago Joaquín Francisco de la Torre y Mier. L'une de ses sœurs, Joséphine de Polignac (1882-1976), mariée en 1901 avec Amaury de Jacquelot du Boisrouvray sera la grand-mère d'Albina du Boisrouvray ; une autre, Marie-Louise de Polignac (1884-1940), épouse le général Éon Le Gouvello du Timat (1864-1925).

### Mariage et descendance
En 1920, il épouse l'héritière présomptive du trône de Monaco, la princesse Charlotte de Monaco, fille et unique enfant du prince Louis II de Monaco. À l'occasion de ce mariage, il devient Pierre Grimaldi, prince Pierre de Monaco, duc de Valentinois (nouveau titre de droit monégasque, qui n'est pas celui conféré en 1642 par Louis XIII au prince de Monaco et éteint).
De ce mariage naissent deux enfants :
1. la princesse Antoinette de Monaco (1920-2011)
2. le prince Rainier III (1923-2005)

Cependant, en 1933, il obtient le divorce avec l'accord du prince Louis II et partage avec son ex-épouse la garde conjointe des enfants : six mois avec le père, et six mois avec la mère.

## Biographie
Avant son mariage, il suit les cours de l'École des sciences politiques, à Paris. Après avoir servi dans la marine espagnole, il devient en 1917 secrétaire d'ambassade en Chine.
À Paris, il fréquente le salon de la princesse Edmond de Polignac, cousine de son père, où il rencontre notamment Proust et l'abbé Mugnier.
Il joue un rôle important dans la politique culturelle monégasque.
En 1924, il crée à Monaco une Société de Conférences, qui accueille de nombreux écrivains et artistes. Après la guerre, il joue un rôle dans la création à Monaco d'un Conseil littéraire et du Prix littéraire Rainier III. Après sa mort, ce prix prend le nom de Prix-littéraire-prince-Pierre-de-Monaco. Sa petite-fille, la princesse Caroline, en est aujourd'hui la présidente.
Au cours des années 1920, lors des vacances de règne causées par les fréquentes absences du prince Louis, le prince Pierre met en œuvre d'importantes réformes économiques à Monaco, restaurant ainsi la confiance du peuple monégasque envers leur dirigeant.
Le prince Pierre dirige par la suite la délégation de Monaco auprès de l'UNESCO et fait partie du Comité international olympique de 1950 à 1964.
Devenu Grimaldi seulement par son mariage, il fut bien plus prince que son épouse, laquelle se désintéressait des affaires de la principauté et, après son divorce, vécut principalement au château de Marchais.
Il est inhumé dans la cathédrale de Monaco.

### Titulature

Monogramme du prince Pierre de Monaco.

- 24 octobre 1895 - 18 mars 1920 : comte Pierre de Polignac (titre de courtoisie) ;
- 20 mars 1920 - 1er août 1922 : Son Altesse Sérénissime le prince Pierre de Monaco, duc de Valentinois[4] (le prince Albert Ier lui accorde la nationalité monégasque afin qu'il puisse épouser la princesse Charlotte de Monaco, de même qu'il lui octroie à la place du nom de Polignac celui de Grimaldi afin de perpétuer le nom de la dynastie)[4] ;
- 1er août 1922 - 10 novembre 1964 : Son Altesse Sérénissime le prince Pierre de Monaco (le prince Louis II accorde le titre de princesse héréditaire à la princesse Charlotte de Monaco, dès lors, le prince Pierre ne porte plus le titre de duc de Valentinois ; après son divorce le 18 février 1933, il conserve sa titulature, avec le prédicat d'altesse sérénissime)[5],[6].